# César Ávila
César Ávila Cofré (Santiago de Chile, 7 de noviembre de 1977) es un actor, animador y cantante chileno, además de una gran promesa musical. Alcanzó la fama con un rol protagónico en Marparaíso, telenovela chilena exhibida por canal 13 en 1998 donde interpretó a Paulo Barbosa. En el año 2003 alcanzó reconocimiento como cantautor tras ganar el reality show Operación triunfo Chile, programa internacional transmitido por Mega.

## Historia
Nació en Santiago de Chile en el año 1977. Hijo único en una familia de clase media alta, Ávila se inició en la música a partir de los diez años, donde fue llevado al teatro municipal de Santiago para formar parte del programa Crecer Cantando, dirigido por Víctor Alarcón. En el año 1996 estudió técnicas para la música popular, y lo complementó a la vez con clases de teatro y expresión corporal, participando en un casting para la teleserie Marparaíso en el año 1998, donde obtuvo su primer papel, interpretando a Paulo Barbosa.
Posteriormente, en el año 2000 participó en el programa Nace una Estrella, animado por Antonio Vodanovic y dirigido por Gonzalo Bertrán, siendo uno de los finalistas y ganadores elegidos por el público. En diciembre de ese mismo año fue invitado al teatro Teletón para participar en la sección «Solo para mujeres». En 2001, viajó a Miami con la periodista Regina Buchuk, estudiando actuación en Univisión y trabajando junto a Gloria Estefan y su marido, pero tras los atentados a las torres gemelas decidió regresar a Chile con el objetivo de terminar su primer disco para la compañía Sony Music, el cual no se realizó.
En el año 2003 se postuló al reality internacional Operación triunfo emitido por Mega, donde fue el ganador y logró consolidarse como «la voz que le canta al amor», además de ser contratado como rostro de Mega por tres años en programas como Siempre contigo, Don Floro, entre otros. Gracias a esto logra grabar su primer disco homónimo César Ávila, con el sello discográfico Universal Music.
Luego de esto, decidió participar en diversos eventos y festivales nacionales donde destacan el Festival de la canción romántica año 2004 en Viña del Mar, y el Festival de La Serena en 2006, en calidad de participante, donde fue el ganador interpretando la canción «El túnel» de Wildo, y como animador del concurso de belleza Miss 17 junto a la Ex Miss Chile Verónica Roberts Olcay. En ese mismo año fue su última aparición en un reality show llamado Expedición Robinson, la isla VIP, junto a otros personajes nacionales e internacionales.
En el año 2010, Ávila decidió retomar la música grabando un disco con Peermusic, sin embargo ese proyecto se vio truncado por un grave accidente el 12 de diciembre del 2010. Después de su recuperación, Ávila se encuentra terminando su disco junto al productor chileno Manolo Palma.

## Discografía
Álbumes de estudio
- 2004: César Ávila

### Sencillos
- 2007: «Por el amor de una mujer»
- 2006: «El túnel»
- 2015: «Estás»